# Eliezer Greenberg
Eliezer Greenberg (cunoscut inițial ca Leizer Grinberg; în idiș אליעזר גרינבערג‏‎; în rusă Лейзер Гринберг; n. 13 decembrie 1896, Lipcani, gubernia Basarabia, Imperiul Rus – d. 1977, New York City, New York, SUA) a fost un evreu basarabean, poet și critic literar american. A scris în limba idiș.

## Biografie
S-a născut în târgul Lipcani (acum oraș din raionul Briceni, Republica Moldova) din ținutul Hotin, gubernia Basarabia a Imperiului Rus, în familia unui negustor de făină și grâu. Până la vârsta de 17 ani a locuit la Lipcani, unde a studiat cu profesorii locali Ițik Șkolnik și Eliezer Steinbarg. Acesta din urmă a devenit mentorul său poetic. Cu toate acestea, Greenberg a început să publice doar în Statele Unite, unde a emigrat în 1913. A locuit la Boston și Brockton.
După ce a studiat la Universitatea Michigan din Ann Arbor, a lucrat ca profesor în școlile evreiești din New York (1927). Începând cu sfârșitul anilor 1920, a publicat numeroase colecții de poezie: Gasn un evenyus („Străzi și bulevarde”, 1928), Fun umetum („De peste tot”, 1934), Fisher-dorf („Sat de pescari”, 1938), Di lange nakcht („Noapte îndelungată”, 1946), Baynakhtiker dialog („Dialog de noapte”, 1953), Eybiker dorsht („Sete eternă”, 1968), precum și lucrări de critică literară: Moyshe leyb halpern in rom fun zayn dor („Moishe-Leib Halpern încadrat de generația sa”, 1942), Tsentrale motivn un grunt-problemen in h. leyviks shafn („Motive centrale și principalele probleme în opera lui Halpern Leivick”, 1961), Freyd de Yankev Glatstein Fun Idishn Worth („Bucuria cuvântului idiș al lui Jacob Glatstein”, 1964) și altele. În anii 1930, a colaborat cu revista new york-eză de literatură și critică proletară Signal (1933-1936), a editat revista Getseltn (1945), împreună cu E. Shulman a fondat o editură de literatură idiș, a compilat și a editat un volum selectat de opere ale poetului Moyshe-Leyb Halpern (1934). Din 1951 până în 1954 a fost vicepreședinte al clubului internațional idiș. În 1952, în colaborare cu Irving Howe a efectuat un proiect de publicare a lucrărilor literaturii evreiești cu traduceri în limba engleză.